# 危害分析重要管理点対策共同事業センター
危害分析重要管理点対策共同事業センター(きがいぶんせきじゅうようかんりてんたいさくきょうどうじぎょうせんたー/略称：HACCP･AJVC(はせっぷ・えーじぇいぶいしー))は、HACCP・PAS220・ISO22000,FSSC22000,ISO9001構築・運用支援、ISO22000ネットコンサルティング、ISO/HACCPセミナーとHACCP研究会運営、施設・設備及び衛生管理高度化支援、新製品の開発、危害対策製品の認定を行なっている団体である。

## 概要
中立、公平、オープンを規範として、食の安全確保を通じて社会に貢献する。様々な業種･業態の専門家や企業、団体などがネットワークを構築し、総合的危機管理体制の確立とビジネスの活性化を図っている。またHACCP･AJVCは、食品に限らず、すべての分野に適合できる総合的危機管理システム(ISO9001/ISO14001/ISO22000,HACCP,PAS220/FSSC22000)を普及、啓蒙することによって「人に安全な製品と環境を提供すること」を目的とする。豊富な経験と技術をもつ専門家と公衆衛生関連専門企業等によって構成される団体である。

## 沿革
- 2005年9月 HACCP・AJVC会員の錦町農産加工株式会社錦町農産加工株式会社様がISO22000認証取得 国内第1号
- 2005年12月 教育プログラム研究会編集の書籍「食品の安全と衛生のための従業員教育マニュアル」を刊行
- 2007年3月 食品営業者向けにフードサニテーション・パートナー派遣事業を開始
- 2007年10月 教育プログラム研究会編集の書籍『ISO22000認証取得文書モデル-食品製造業 食品安全マネジメントシステム編』を刊行
- 2007年12月 通信指導を主体とするISO22000の構築コンサルティングを開始
- 2008年2月 HACCP・AJVC認定品「洗浄・除菌12.5」のノロウイルスに対する不活化効果を確認
- 2008年4月 「月刊HACCP」[2]実用講座「消費者の信頼を得るISO22000の構築」～食品関連企業向け～の連載を開始
- 2008年8月 エクセルで簡単操作、フードチェーンの全階層で使える食品仕様書支援システム「みんなの仕様書」を開発
- 2009年1月 ISO/HACCPシステム研究会がISO22000:2005規格「7.4 ハザード分析」の要求事項を構築支援する「食品安全ハザード分析データ提供サービス」を開始
- 2009年3月 専門技術教育研究会が関連する法令・規制に基づく食品表示作成支援システム「みんなの表示」(Excel版)を開発
- 2009年4月 ISO/HACCPシステム研究会がISO22000:2005規格に基づくFSMS構築ソリューション「ISO22000全サンプル文書及び文書管理システム」(Word/Excel版)を開発
- 2009年7月 専門技術教育研究会が食品に関連する法令・規制要求事項を検索する「法令・規制検索システム」(Excel版)を開発。希望者に無償提供中。
- 2009年10月 専門技術教育研究会が食品衛生法に準拠した「衛生管理評価システム」(Excel版)を開発。希望者に無償提供中。
- 2009年10月 HACCP・AJVC認定品「殺菌水生成装置Ｘシリーズ」の費用対効果が認められ販売好調
- 2009年11月 ボイス・ナビデータ研究会が開発した音声主導記録型「食品管理基幹システムVNDⅠ・Ⅱ・Ⅱs」の実用化に向けて実地検証を開始
- 2010年1月 専門技術教育研究会がISO規格に基づく内部監査をデジタル化した「内部監査支援システム」(Excel版)を開発
- 2010年1月 ISO/HACCPシステム研究会がデジタル化した「ISO22000:2005規格解説システム」（Word版）を開発。好評販売中。
- 2010年1月 ISO/HACCPシステム研究会がISO22000のシステム管理をデジタル化した「FSMS構築・運用ソリューション」(Word/Excel版)を開発
- 2010年4月 ISO/HACCPシステム研究会がインターネット環境を利用した「ISO22000ソリューション」(iso-fsms.net)を開発
- 2010年5月 HACCP・AJVC会員企業による「ISO22000ネットコンサルティング」を開始
- 2010年10月 ISO/HACCPシステム研究会がインターネット環境を利用した食品関連企業向けの「電子記録システム」の開発をスタート
- 2010年12月 ISO/HACCPシステム研究会がインターネット環境を利用した「ISO文書管理システム」(iso-fsms.net)の販売を開始
- 2011年2月 ISO/HACCPシステム研究会がインターネット環境を利用したスマートフォン入力方式の「ウェブ点検システム」(quickindata.net)を開発
- 2011年3月 総合対策委員会がISO22000とFSSC22000の取り組みに関する「無料相談」を開始
- 2011年4月 ISO/HACCPシステム研究会がISO/TS22002-1:2009規格(PAS220)「運用手順とハザードチェックリスト」を編集。好評販売中。
- 2011年5月 腸管出血性大腸菌などの殺菌効果が高い「次亜塩素酸水を生成する装置」(HACCP・AJVC認定品)を導入する食肉工場が増加
- 2011年6月 ISO/HACCPシステム研究会が開発したクラウドサービス「キープデータ」(ISO記録管理システム)の販売を開始
- 2011年7月 ISO22000:2005の「内部監査システム」(構築編、運用編)を編集、販売を開始
- 2011年8月 食品トレーサビリティを可能にした「記録管理システム」(keepdata.traceabi.net)を編集、販売を開始
- 2011年9月 クラウドサービス「キープデータ」の利用領域が多様化、活用業種が拡大
- 2011年10月 クラウドサービス「キープデータ」に肉豚のトレーサビリティシステムを構築

## 専門家登録
- 公益財団法人　沖縄県産業振興公社[3]　専門家派遣事業（ISO関連）